# Non so più amare
Non so più amare è un singolo del cantante italiano Marco Carta, pubblicato il 22 aprile 2016 dalla Warner Music Italy come terzo singolo estratto da Come il mondo, il suo quinto album in studio, in uscita il 27 maggio 2016.

## Il brano
Il brano, prodotto dagli stessi autori e compositori, Daniele Coro e Federica Camba, è in rotazione radiofonica e disponibile in digital download dal 22 aprile 2016.
Il brano è una vera e propria dichiarazione d'amore realizzata da qualcuno che però ammette di non riuscire più ad amare un'altra persona.

## Video musicale
Il video musicale, diretto da Claudio Zagarini, è stato pubblicato il 22 aprile 2016, sulla pagina YouTube ufficiale della Warner Music Italy.
Racconta di un uomo e di una donna, intenti a vivere una forte passione anche se i propri corpi arrivino a toccarsi solo nella loro mente. Le sensazioni sono comunque ben percepibili ed evidenti, ma fortemente frenate dalla paura di provare nuovi sentimenti.

## Classifiche
| Classifica (2016) | Posizione massima |
| ----------------- | ----------------- |
| Italia            | 38                |